# Seddinsee
Der Seddinsee ist ein langgestreckter See an der südöstlichen Stadtgrenze Berlins.
Er erstreckt sich über eine Länge von 2,9 Kilometern, bei einer Breite von etwa 500 bis 1000 Metern, zwischen dem Brandenburger Ort Gosen und dem  Ortsteil Schmöckwitz des Berliner Bezirks Treptow-Köpenick. Die Tiefe beträgt maximal sieben Meter, die Wasserfläche rund 370 Hektar. Am Nordende mündet der Gosener Kanal in den See ein, der am südwestlichen Ende die Dahme berührt, sodass der See als eine Seitenbucht des Flusses angesehen werden kann. Zusammen mit dem Langen See und dem Zeuthener See, die Erweiterungen der Dahme darstellen, sowie der Seitenbucht Große Krampe und dem etwas weiter südlich gelegenen Krossinsee gehört der Seddinsee zu einer umfangreichen Seenlandschaft im südlichen Köpenick. Im Südosten des Sees zweigt der Oder-Spree-Kanal ab.
Der Seddinsee (SdS) ist als Wasserstraßenklasse IV eine Teilstrecke der Bundeswasserstraße Seddinsee und Gosener Kanal (WSG), die rechtlich zur Spree-Oder-Wasserstraße gehört, für die das Wasserstraßen- und Schifffahrtsamt Spree-Havel zuständig ist.
Am Nordostufer befindet sich eine zu Gosen gehörige Bungalowsiedlung, im Übrigen ist die Umgebung des Sees bewaldet. Im See befinden sich mehrere kleine Inseln: Unmittelbar an der Mündung in die Dahme bzw. am südlichen Ende des Langen Sees liegen Weidenwall und Werderchen, auf halber Höhe des Sees liegen die Inseln Seddinwall und Kleiner Seddinwall und vor der genannten Bungalowsiedlung schließlich die Inseln Nixenwall, Dommelwall und Berg.
Die Insel Seddinwall wird in Fontanes Wanderungen durch die Mark Brandenburg erwähnt. Hier soll in der "Franzosenzeit" der Fischer von Kaniswall mit seiner Familie Zuflucht gefunden haben. Diese "märkische Robinsonade" soll bis zum Tod des Fischers 1851 gewährt haben.
Besonders am nördlichen Ende befinden sich am Ufer naturbelassene Moorgebiete, die mit weiteren Flächen – den Gosener Wiesen – unter Naturschutz stehen und in denen sich Torfschichten von bis zu sieben Metern Mächtigkeit finden. Es gibt jedoch auch einen Sandstrand. Das Wasser fällt recht flach ab und ist daher auch für das Baden von Kindern geeignet. Der See wird aber auch von Seglern und Paddlern genutzt, die von den zahlreichen Wasserstraßenverbindungen profitieren, die vom See ausgehen.